# علامة شفوستيك
علامة شفوستيك أو علامة خفوستيك (بالإنجليزية: Chvostek sign)‏ هي علامة سريرية تدل على فرط استثارة الأعصاب (التكزز) بسبب نقص كالسيوم الدم.

## طريقة الإجراء
تشير العلامة إلى استجابة غير طبيعية عند إثارة العصب الوجهي.
إذ يتم النقر على العصب الوجهي أمام الزنمة، فإن العضلات الوجهية في نفس الجانب من الوجه سوف تتقلص للحظات (نموذجياً نفضة في الأنف أو الشفتين) بسبب نقص كالسيوم الدم، الذي يؤدي لفرط استثارة الأعصاب.

## سبب التسمية
سُميت العلامة باسم فرانتيشك شفوستيك (František Chvostek)، الجراح النمساوي الذي عاش في مورافيا، في جمهورية التشيك. أثناء حياته المهنية، كرس شفوستيك نفسه لدراسة التشوهات المَرَضية وعلاج الاضطرابات العصبية، بما في ذلك العلاج الكهربائي. في عام 1876، وصف لأول مرة العلامة التي تحمل اسمه. في وقت لاحق تم وصفها بشكل مستقل من قبل طبيب نمساوي آخر ناثان فايس (Nathan Weiss)، (الذي عاش 1851–1883)، في عام 1883.

## الأنواع

### علامة شفوستيك- النوع الأول
يتم الحصول عليها عن طريق النقر بإصبع أو مطرقة على نقطة تقع أمام شحمة الأذن بحوالي 2 سم وتحت الناتئ الوجني بحوالي 1 سم.
تحدث الاستجابة على شكل تقلص في الجانب نفسه لبعض أو كل العضلات المُعصَبة بواسطة العصب الوجهي. الاستجابة تكون بالانحراف الجانبي للطية الشفوية الأنفية تجاه الجانب المُحفَز.

### علامة شفوستيك- النوع الثاني
يتم نقر النقطة الواقعة بين الثلث الأوسط والثلث العلوي من الخط الواصل بين زاوية الفم إلى الناتئ الوجني يؤدي إلى تقلص عضلات الفم والأنف فقط.

## الأسباب
- نقص الكالسيوم قد يحدث للأسباب التالية:
  - قصور الدريقات.
  - قصور الدريقات الكاذب.
  - نقص فيتامين D.
- القلاء التنفسي، مثال على ذلك القلاء التنفسي الذي تظهر عند حدوث فرط التهوية، الذي يسبب انخفاض أيونات الكالسيوم في المصل (+Ca2) مع مستوى كالسيوم كلي طبيعي، بسبب ربط نسبة كبيرة من الكالسيوم المتأين (+Ca2) مع الألبومين (الذي يصبح أكثر سلبية في الحالة القلوية) والغلوبيولينات.
- قد تكون موجودة أيضاً في نقص مغنيزيوم الدم،[5][6] المغنزيوم هو تميم العامل لـ مُحَلِّقَة الأَدينيلات. التميم الذي يحفز مُحَلِّقَة الأَدينيلات على تحويل الـ ATP إلى 3',5'-cyclic AMP. إذ أن cyclic AMP '3 '5 مطلوب لتنشيط هرمون الدريقات.[7]
- المرضى الذين يتناولون الأمينوغليكوزيدات أو المدرات، لأن نقص مغنيزيوم الدم يمكن أن يسبب نقص كلس الدم.
- كثيراً ما توجد عند مدمني الكحول.
- الأشخاص الذين يعانون من الإسهال.
- كما توجد أيضاً في الحصبة، الكزاز، والوذمة المخاطية.

غالباً ما تُستخدم علامة تروسو في التكزز الكامن لاكتشاف التكزز المبكر.

## الأهمية السريرية
إن علامة شفوستيك ليست نوعية للإصابة بالكزاز، إذ أنها قد تظهر في 10٪ إلى 25٪ من البالغين الأصحاء. لذلك فهي ليست علامة سريرية موثوقة لتشخيص الكزاز الكامن. الحساسية أقل من تلك الموجودة في علامة تروسو لأنها ذات سلبية في 30٪ من المرضى الذين يعانون من نقص كالسيوم الدم. بسبب الجمع بين ضعف الحساسية والنوعية، تقل الفائدة السريرية لهذه العلامة.

## روابط خارجية
- František Chvostek
- Nathan Weiss